# Janthinea restricta
Janthinea restricta là một loài bướm đêm trong họ Noctuidae.